# مرضية
مرضيه (بالفارسية: مرضیه) (22 مارس 1924 في أشرف السادات - 13 أكتوبر 2010 في باريس) مغنية إيرانية في مجال الموسيقى التقليدية الفارسية، تعد أشهر من أدى الأغنية الفارسية الشعبية: امشب شب مهتابه.

## المسيرة المهنية
بدأت مرضية مسيرتها المهنية في أربعينيات القرن الماضي في إذاعة طهران وتعاونت مع قائمة من أعظم كتاب الأغاني والفنانين الفارسيين في القرن العشرين:
- علي تاجفيدي
- برويز ياهاغي
- هومايون خرم
- رحيم معيني كرمانشاهي
- بيجان تاراغي

غنت مرضيه أيضًا أعمالاً بالتعاون مع مرتضى حنانه، رائد الموسيقى البوليفونية الفارسية خلال الستينيات والسبعينيات. كان أول أداء علني رئيسي لها في عام 1942 رغم أنها كانت لا تزال مراهقة، لعبت الدور الرئيسي لشيرين في دار أوبرا جامعة باربود في الأوبريت الفارسي شيرين وفرهاد.

## الثورة وحظر الغناء
بعد الثورة الإسلامية عام 1979، تم حظر العروض العامة وبث ألبومات التسجيل من قبل المطربات المنفردات بشكل كامل لمدة عشر سنوات. أصدر آية الله الخميني مرسومًا قائلًا: «لا ينبغي أن تسمع أصوات النساء من قبل رجال غير أفراد عائلاتهم».
وقالت مرضيه لصحيفة ديلي تلغراف إنها من أجل مواصلة تمارينها الصوتية كانت تمشي ليلاً من منزلها في سفوح الجبال التاريخية شمال طهران نيافاران إلى مقصورتها في الجبال، حيث كانت تغني بجوار شلال صاخب: «لا أحد يستطيع ان يسمعني، غنيت إلى النجوم والصخور.»  عند وفاة الخميني، اقترح القادة اللاحقون أن تستأنف الغناء بشرط أن تتعهد بعدم الغناء للرجال ورفضت قائلة «لطالما غنيت لجميع الإيرانيين»

### المنفى
في عام 1994، غادرت مرضيه إيران إلى الأبد بسبب القمع السياسي، واستقرت في باريس.

## النشاط خارج إيران
قدمت العديد من الحفلات الموسيقية في لوس أنجلوس، كاليفورنيا ورويال ألبرت هول (لندن) في 1993 و 1994 و 1995. كان الملحن المقيم في باريس محمد شمس والعازف المنفرد من القطران الفارسي حميد رضا طاهرزاده الموسيقيين الرئيسيين الذين عملوا مع مرضية في المنفى.وتم تقديم آخر حفلة موسيقية لمرضية في مسرح أولمبيا عام 2006.

## الوفاة

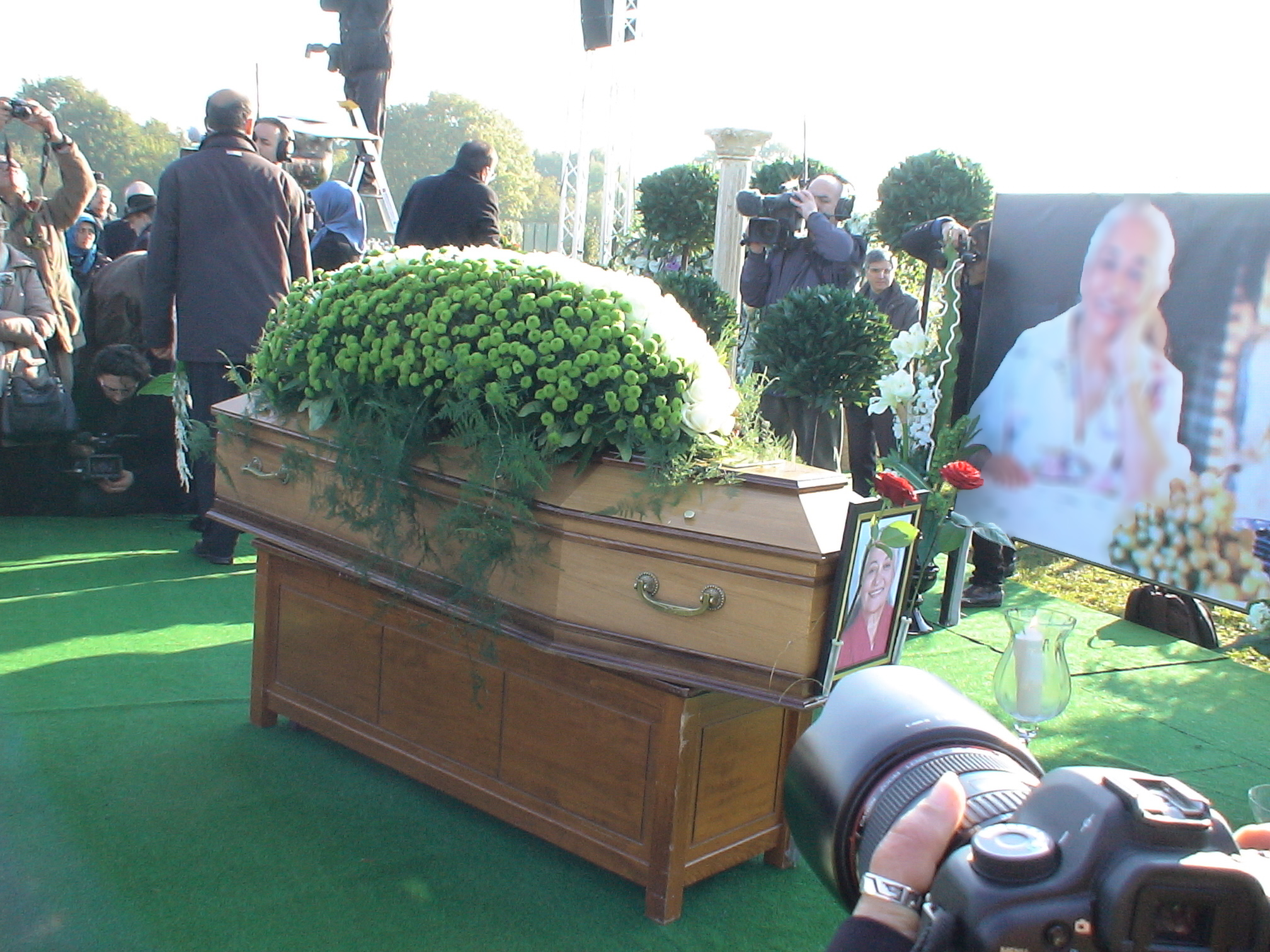
تابوت مرضية، مقبرة أوفير سور واز، إحدى الضواحي الشمالية لباريس، 18 أكتوبر 2010

توفيت مرضية بسبب السرطان في باريس في 13 أكتوبر 2010، عن عمر يناهز 86 عامًا وألقت مريم رجوي القائدة المشاركة لمجاهدي إيران في إيران، تأبينها.